# Islamizacija
Islamizacija je proces društvenog preobraćenja na islam. Ta svjetska religija ima svoje početke u 7. stoljeću, a nakon toga se proširila velikim dijelom Afrike i Azije te manjim dijelom Europe. Islamizaciju su započeli Arapi, a nastavili su je brojni drugi narodi koji su prešli na islam uključujući i Osmanlije (Turke) koji su islamizaciju provodili na Balkanu pa i na područjima Hrvatske i Bosne i Hercegovine.